# Vendée Globe

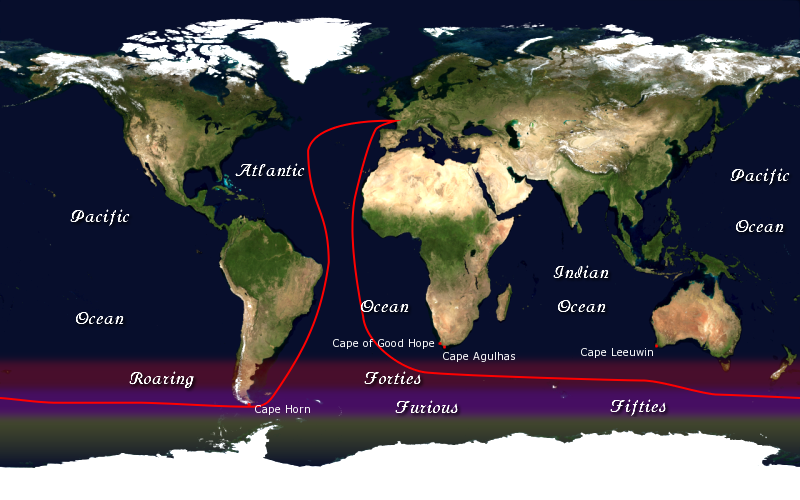
Recorrido de la Vendée Globe

La Vendée Globe es una regata que consiste en dar la vuelta al mundo a vela en solitario, sin escalas y sin asistencia. Esta prueba tiene su origen en la mítica Sunday Times Golden Globe Race de 1968. La BOC Challenge, creada en 1982, también nació como consecuencia del éxito de la Sunday Times Golden Globe Race, pero esta competición se celebra por etapas, a diferencia de la Vendée Globe.
La Vendée Globe comenzó a disputarse en 1989, organizada por Philippe Jeantot, que había ganado las ediciones de 1982/83 y 1986/87 de la BOC Challenge, pero que prefería disputar una regata sin escalas ni asistencia. Actualmente es una de las regatas más importantes de la navegación en solitario. La dificultad de esta regata la hace accesible tan solo a los navegantes más preparados, que se enfrentan a condiciones de extrema dureza durante más de tres meses. 
Se celebra cada cuatro años y la salida y la llegada tienen lugar en Vendée (Francia), en el puerto de Les Sables-d'Olonne.

## Clasificaciones

### 1989-1990
| Nombre                 | Yate                    | Pabellón       | Tiempo                                 |
| ---------------------- | ----------------------- | -------------- | -------------------------------------- |
| Titouan Lamazou        | Ecureuil d'Aquitaine II | Francia        | 109 d 08 h 48'50                       |
| Loïck Peyron           | Lada Poch               | Francia        | 110 d 01 h 18'06                       |
| Jean-Luc Van den Heede | 36.15 MET               | Francia        | 112 d 01 h 14'00                       |
| Philippe Jeantot       | Crédit Agricole IV      | Francia        | 113 d 23 h 47'47                       |
| Pierre Follenfant      | TBS-Charente Maritime   | Francia        | 114 d 21 h 09'06                       |
| Alain Gautier          | Generali Concorde       | Francia        | 132 d 13 h 01'48                       |
| Jean-François Coste    | Cacharel                | Francia        | 163 d 01 h 19'20                       |
| no terminaron:         |                         |                |                                        |
| Patrice Carpentier     | Le Nouvel Observateur   | Francia        | Avería en piloto automático (Malvinas) |
| Mike Plant             | Duracell                | Estados Unidos | Recibió ayuda (Nueva Zelanda)          |
| Bertie Reed            | Grinaker                | Sudáfrica      | Avería en timón                        |
| Jean-Yves Terlain      | UAP                     | Francia        | Desarbolado                            |
| Philippe Poupon        | Fleury Michon X         | Francia        | Volcado                                |
| Guy Bernardin          | O-Kay                   | Estados Unidos | Infección molar                        |

### 1992-1993
| Nombre                 | Yate                      | Pabellón       | Tiempo                                            |
| ---------------------- | ------------------------- | -------------- | ------------------------------------------------- |
| Alain Gautier          | Bagages Superior          | Francia        | 110 d 02 h 22'35                                  |
| Jean-Luc van den Heede | Groupe Sofap-Helvim       | Francia        | 116 d 15 h 01'11                                  |
| Philippe Poupon        | Fleury-Michon X           | Francia        | 117 d 03 h 34'24                                  |
| Yves Parlier           | Cacolac d'Aquitaine       | Francia        | 125 d 02 h 42'24                                  |
| Nándor Fa              | K&H Banque Matav          | Hungría        | 128 d 16 h 05'04                                  |
| José Luis Ugarte       | Euskadi Europ 93 BBK      | España         | 134 d 05 h 04'00                                  |
| Jean-Yves Hasselin     | PRB/Solo Nantes           | Francia        | 153 d 05 h 14'00                                  |
| no terminaron:         |                           |                |                                                   |
| Bernard Gallay         | Vuarnet Watches           | Suiza          | problemas de aparejo                              |
| Vittorio Malingri      | Everlast/Neil Pryde Sails | Italia         | perdida de timón                                  |
| Bertrand de Broc       | Groupe LG                 | Francia        | problemas con la quilla                           |
| Alan Wynne-Thomas      | Cardiff Discovery         | Reino Unido    | razones médicas                                   |
| Loïck Peyron           | Fujicolor III             | Francia        | rotura de velas                                   |
| Thierry Arnaud         | Maître Coq/Le Monde       | Francia        | falta de preparación                              |
| Nigel Burgess          | Nigel Burgess Yachts      | Reino Unido    | desaparecido en el mar                            |
| Mike Plant             | Duracell                  | Estados Unidos | desaparecido en el mar cuando preparaba la salida |

### 1996-1997
| Nombre              | Yate                  | Pabellón    | Tiempo                 |
| ------------------- | --------------------- | ----------- | ---------------------- |
| Christophe Auguin   | Geodis                | Francia     | 105 d 20 h 31'         |
| Marc Thiercelin     | Crédit Immobilier     | Francia     | 113 d 08 h 26'         |
| Hervé Laurent       | Groupe LG-Traitmat    | Francia     | 114 d 16 h 43'         |
| Eric Dumont         | Café Legal-Le Goût    | Francia     | 116 d 16 h 43'         |
| Pete Goss           | Aqua Quorum           | Reino Unido | 126 d 21 h 25'         |
| Catherine Chabaud   | Whirlpool-Europe 2    | Francia     | 140 d 04 h 38'         |
| no terminaron:      |                       |             |                        |
| Isabelle Autissier  | PRB                   | Francia     | timón roto             |
| Yves Parlier        | Aquitaine Innovations | Francia     | timón roto             |
| Bertrand de Broc    | Pommes Rhône Alpes    | Francia     | volcado                |
| Tony Bullimore      | Exide Challenger      | Reino Unido | volcado                |
| Thierry Dubois      | Amnesty International | Francia     | volcado                |
| Nándor Fa           | Budapest              | Hungría     | colisión               |
| Didier Munduteguy   | Club 60è Sud          | Francia     | desarbolado            |
| Raphaël Dinelli     | Algimouss             | Francia     | volcado                |
| Patrick de Radiguès | Afibel                | Bélgica     | varado                 |
| Gerry Roufs         | Groupe LG2            | Canadá      | desaparecido en el mar |

### 2000-2001
| Nombre                | Yate                     | Pabellón       | Tiempo                       |
| --------------------- | ------------------------ | -------------- | ---------------------------- |
| Michel Desjoyeaux     | PRB                      | Francia        | 93 d 3 h 57'                 |
| Ellen MacArthur       | Kingfisher               | Reino Unido    | 94 d 4 h 25'                 |
| Roland Jourdain       | Sill Matines La potagère | Francia        | 96 d 1 h 2'                  |
| Marc Thiercelin       | Active Wear              | Francia        | 102 d 20 h 37'               |
| Dominic Wavre         | Union bancaire Privée    | Suiza          | 105 d 2 h 45'                |
| Thomas Coville        | Sodébo                   | Francia        | 105 d 7 h 24'                |
| Mike Golding          | Team Group 4             | Reino Unido    | 110 d 16 h 22'               |
| Bernard Gallay        | Voilà.fr                 | Francia/ Suiza | 111 d 16 h 7'                |
| Josh Hall (yachtsman) | Gartmore                 | Reino Unido    | 111 d 19 h 48'               |
| Joé Seeten            | Chocolats du Monde       | Francia        | 115 d 16 h 46'               |
| Patrice Carpentier    | VM Matériaux             | Francia        | 116 d 00 h 32'               |
| Simone Bianchetti     | Aquarelle.com            | Italia         | 121 d 1 h 28'                |
| Yves Parlier          | Aquitaine Innovations    | Francia        | 126 d 23 h 36                |
| Didier Munduteguy     | DDP/60è Sud              | Francia        | 135 d 15 h 17'               |
| Pasquale de Gregorio  | Wind Telecommunicazioni  | Italia         | 158 d 2 h 37'                |
| no terminaron:        |                          |                |                              |
| Catherine Chabaud     | Whirlpool                | Francia        | rotura de mástil             |
| Thierry Dubois        | Solidaires               | Francia        | problemas con la electrónica |
| Raphaël Dinelli       | Sogal Extenso            | Francia        | avería en timón              |
| Fedor Konioukhov      | Modern Univ./Humanities  | Rusia          | retirado                     |
| Javier Sansó          | Old Spice                | España         | retirado                     |
| Eric Dumont           | Euroka Services          | Francia        | avería en timón              |
| Richard Tolkien       | ?                        | Reino Unido    | avería en aparejo            |
| Bernard Stamm         | Armor-Lux/foies Gras     | Suiza          | problemas con la caña        |
| Patrick de Radiguès   | Libre Belgique           | Bélgica        | varado                       |

### 2004-2005
| Nombre             | Yate                        | Pabellón        | Tiempo                                          |
| ------------------ | --------------------------- | --------------- | ----------------------------------------------- |
| Vincent Riou       | PRB                         | Francia         | 87 d 10 h 47'55                                 |
| Jean Le Cam        | Bonduelle                   | Francia         | 87 d 17 h 20'8                                  |
| Mike Golding       | Ecover                      | Reino Unido     | 88 d 15 h 15'13                                 |
| Dominique Wavre    | Temenos                     | Suiza           | 92 d 17 h 13'20                                 |
| Sébastien Josse    | VMI                         | Francia         | 93 d0 h 2'10                                    |
| Jean-Pierre Dick   | Virbac-Paprec               | Francia         | 98 d3 h 49'38                                   |
| Conrad Humphreys   | Hellomoto                   | Reino Unido     | 104 d 14 h 32'24                                |
| Joé Seeten         | Arcelor Dunkerque           | Francia         | 104 d 23 h 2'45                                 |
| Bruce Schwab       | Ocean Planet                | Estados Unidos  | 109 d 19 h 58'57                                |
| Benoît Parnaudeau  | Max Havelaar / Best Western | Francia/ Canadá | 116 d 1 h 6'54                                  |
| Anne Liardet       | ROXY                        | Francia         | 119 d 5 h 28'40                                 |
| Raphaël Dinelli    | AKENA Vérandas              | Francia         | 125 d 4 h 7'14                                  |
| Karen Leibovici    | Benefic                     | Francia         | 126 d 8 h 2'20                                  |
| no terminaron:     |                             |                 |                                                 |
| Marc Thiercelin    | Pro-Form                    | Francia         | Avería del mástil (Nueva Zelanda)               |
| Roland Jourdain    | Sill Véolia                 | Francia         | Avería de quilla                                |
| Alex Thomson       | Hugo Boss                   | Reino Unido     | Rotura de mástil (Buena Esperanza)              |
| Patrice Carpentier | VM Matériaux                | Francia         | Rotura de botavara                              |
| Nick Moloney       | Skandia                     | Australia       | Avería de quilla (Atlántico sur paso de vuelta) |
| Hervé Laurent      | UUDS                        | Francia         | Avería de timón (Atlántico sur paso de ida)     |
| Norbert Sedlacek   | Brother                     | Austria         | Avería de quilla (Buena Esperanza)              |

### 2008-2009
|                        | Yate                       | Pabellón       | Tiempo |
| ---------------------- | -------------------------- | -------------- | --- |
| Michel Desjoyeaux      | Foncia                     | Francia        | 84d 3h 9'8"                                                                                                |
| Armel Le Cléac’h       | Brit Air                   | Francia        | 89d 9h 39'35"                                                                                              |
| Marc Guillemot         | Safran                     | Francia        | 95d 3h 19'36"                                                                                              |
| Vincent Riou           | PRB                        | Francia        | Se le asigna un puesto 3º honorífico tras perder el mástil por el rescate de Jean Le Cam en Cabo de Hornos |
| Samantha Davies        | Roxy                       | Reino Unido    | 95d 4h 39'1"                                                                                               |
| Brian Thompson         | Pindar                     | Reino Unido    | 98d 20h 29'55"                                                                                             |
| Dee Caffari            | Aviva                      | Reino Unido    | 99d 1h 10'57"                                                                                              |
| Arnaud Boissières      | Akena Verandas             | Francia        | 105d 2h 33'50"                                                                                             |
| Steve White            | Spirit of Weymouth         | Reino Unido    | 109d 00h 36'55"                                                                                            |
| Rich Wilson            | Great American III         | Estados Unidos | 121d 00h 41'19"                                                                                            |
| Raphaël Dinelli        | Fondation Ocean Vital      | Francia        | 125d 2h 32'24"                                                                                             |
| Norbert Sedlacek       | Nauticsport-Kapsch         | Austria        | 126d 5h 31'56"                                                                                             |
| no terminaron:         |                            |                | |
| Unai Basurko           | Pakea Bizkaia              | España         | Rotura de la caja del timón de estribor                                                                    |
| Yannick Bestaven       | Energies Autour du Monde   | Francia        | Rotura de mástil                                                                                           |
| Jérémie Beyou          | Delta Dore                 | Francia        | Daños múltiples en el casco                                                                                |
| Kito de Pavant         | Groupe Bel                 | Francia        | Rotura de mástil                                                                                           |
| Jean-Baptiste Dejeanty | Groupe Maisonneuve         | Francia        | Distintos problemas técnicos                                                                               |
| Jean-Pierre Dick       | Paprec-Virbac 2            | Francia        | Timón arrancado                                                                                            |
| Yann Eliès             | Generali                   | Francia        | Fractura de fémur                                                                                          |
| Mike Golding           | Ecover 3                   | Reino Unido    | Rotura de mástil (en 1ª posición)                                                                          |
| Derek Hatfield         | Algimouss Spirit of Canada | Canadá         | Outrigger doblados                                                                                         |
| Sébastien Josse        | BT                         | Francia        | Múltiples averías                                                                                          |
| Roland Jourdain        | Veolia Environnement       | Francia        | Pérdida de la quilla (en 2ª posición)                                                                      |
| Jean Le Cam            | VM Matériaux               | Francia        | Volcado |
| Jonny Malbon           | Artemis                    | Reino Unido    | Deslaminado de la mayor                                                                                    |
| Loïck Peyron           | Gitana Eighty              | Francia        | Rotura de mástil (en 3ª posición)                                                                          |
| Bernard Stamm          | Cheminées Poujoulat        | Suiza          | Varada |
| Marc Thiercelin        | DCNS                       | Francia        | Rotura de mástil                                                                                           |
| Alex Thomson           | Hugo Boss                  | Reino Unido    | Grieta en el casco                                                                                         |
| Dominique Wavre        | Temenos                    | Suiza          | Avería de quilla                                                                                           |

### 2012-2013[13]
| Nombre                  | Yate                    | Pabellón    | Tiempo                           |
| ----------------------- | ----------------------- | ----------- | -------------------------------- |
| François Gabart         | MACIF                   | Francia     | 78 d 2 h 16'40 (nuevo récord)    |
| Armel Le Cléac’h        | Banque Populaire        | Francia     | 78 d 5 h 33'20                   |
| Alex Thomson            | Hugo Boss               | Reino Unido | 80 d 19 h 23'43                  |
| Jean-Pierre Dick        | Virbac-Paprec 3         | Francia     | 86 d 3 h 3'40                    |
| Jean Le Cam             | SynerCiel               | Francia     | 88 d 0 h 2'58"                   |
| Mike Golding            | Gamesa                  | Reino Unido | 88 d 6 h 36'26"                  |
| Dominique Wabre         | Mirabaud                | Francia     | 90 d 3 h 14'42"                  |
| Arnaud Boissières       | AKENA Verandas          | Francia     | 91 d 2 h 9'2"                    |
| Bertrand de Broc        | EDM Projets             | Francia     | 92 d 17 h 10'14"                 |
| Tanguy De Lamotte       | Initiatives-coeur       | Francia     | 98 d 21 h 56'10"                 |
| Alessandro Di Benedetto | Team Plastique          | Italia      | 104 d 2 h 34'30"                 |
| no terminaron:          |                         |             |                                  |
| Javier Sansó            | Acciona 100% EcoPowered | España      | retirado (vuelco)                |
| Bernard Stamm           | Cheminées Poujoulat     | Suiza       | descalificado                    |
| Vincent Riou            | PRB                     | Francia     | retirado (choque contra un OFNI) |
| Zbigniew Gutkowski      | Energa                  | Polonia     | retirado                         |
| Jérémie Beyou           | Maître CoQ              | Francia     | retirado                         |
| Samantha Davies         | Savéol                  | Reino Unido | retirada                         |
| Louis Burton            | Bureau Vallée           | Francia     | retirado                         |
| Kito de Pavant          | Groupe Bel              | Francia     | retirado                         |
| Marc Guillemot          | Safran                  | Francia     | retirado                         |

### 2016-2017[14]
La edición 2016-2017 de le regata comenzó el 6 de noviembre en Les Sables d'Olonne (Francia). Es la octava edición con 29 participantes de diez países, en la que se proclama vencedor Armel Le Cléac'h con un tiempo récord de 74 días, 3 horas, 35 minutos y 46 segundos con su barco Banque Populaire VIII, equipado de hidroalas.
| Puesto | Nombre              | Yate                          | Pabellón       | Tiempo                        |
| ------ | ------------------- | ----------------------------- | -------------- | ----------------------------- |
| 1      | Armel Le Cléac’h    | Banque Populaire VIII         | Francia        | 74d 3h 35' 46" (nuevo récord) |
| 2      | Alex Thomson        | Hugo Boss                     | Reino Unido    | 74d 19h 35'15"                |
| 3      | Jérémie Beyou       | Maître CoQ                    | Francia        | 78d 6h 38'40"                 |
| 4      | Jean-Pierre Dick    | StMichel-Virbac               | Francia        | 80d 1h 45'45"                 |
| 5      | Yann Eliès          | Quéguiner - Leucémie Espoir   | Francia        | 80d 3h 11'9"                  |
| 6      | Jean Le Cam         | Finistère Mer Vent            | Francia        | 80d 4h 41'54"                 |
| 7      | Louis Burton        | Bureau Vallée                 | Francia        | 87d 19h 45'49"                |
| 8      | Nándor Fa           | Spirit Of Hungary             | Hungría        | 93d 22h 52'09"                |
| 9      | Eric Bellion        | COMME UN SEUL HOMME           | Francia        | 99d 4h 56'20"                 |
| 10     | Arnaud Boissières   | La Mie Câline                 | Francia        | 102d 20h 24'09"               |
| 11     | Fabrice Amedeo      | Newrest - Matmut              | Francia        | 103d 21h 1'00"                |
| 12     | Alan Roura          | La Fabrique                   | Suiza          | 105d 20h 10'32"               |
| 13     | Rich Wilson         | Great American IV             | Estados Unidos | 107d 0h 48'18"                |
| 14     | Didac Costa         | One Planet One Ocean          | España         | 108d 19h 50'45"               |
| 15     | Romain Attanasio    | Famille Mary - Etamine Du Lys | Francia        | 109d 22h 4'00"                |
| 16     | Conrad Colman       | 100 % Natural Energy          | Nueva Zelanda  | 110d 1h 58'41"                |
| 17     | Pieter Heerema      | No Way Back                   | Países Bajos   | 116d 19h 24'12"               |
| 18     | Sébastien Destremau | TechnoFirst - FaceOcean       | Francia        | 124d 12h 38'18"               |

| no terminaron:       | no terminaron:                            | no terminaron: | no terminaron:                     |
| Nombre               | Yate                                      | Pabellón       | Tiempo                             |
| -------------------- | ----------------------------------------- | -------------- | ---------------------------------- |
| Enda O’Coineen       | Kilcullen Voyager - Team Ireland          | Irlanda        | retirado (desarbolado)             |
| Paul Meilhat         | SMA                                       | Francia        | retirado (hidráulica de la quilla) |
| Stéphane Le Diraison | Compagnie Du Lit - Boulogne Billancourt   | Francia        | retirado (desarbolado)             |
| Thomas Ruyant        | Le Souffle Du Nord Pour Le Projet Imagine | Francia        | retirado (deterioro importante)    |
| Sébastien Josse      | Edmond De Rothschild                      | Francia        | retirado (choque contra un OFNI)   |
| Kito De Pavant       | Bastide Otio                              | Francia        | retirado (choque contra un OFNI)   |
| Kojiro Shiraishi     | Spirit Of Yukoh                           | Japón          | retirado (desarbolado)             |
| Tanguy De Lamotte    | Initiatives-cœur                          | Francia        | retirado (desarbolado)             |
| Morgan Lagravière    | Safran                                    | Francia        | retirado (choque contra un OFNI)   |
| Vincent Riou         | PRB                                       | Francia        | retirado (choque contra un OFNI)   |
| Bertrand De Broc     | MACSF                                     | Francia        | retirado (choque contra un OFNI)   |

### 2020–2021
Tabla: Registrados, 2020–2021 Vendée Globe
| Navegante             | Yacht                                 |
| --------------------- | ------------------------------------- |
| Alan Roura            | La Fabrique §                         |
| Alex Thomson          | Hugo Boss §                           |
| Alexia Barrier        | TSE – 4myplanet                       |
| Ari Huusela           | Stark                                 |
| Armel Tripon          | L’Occitane En Provence §              |
| Arnaud Boissières     | La Mie Câline – Artisans Artipôle §   |
| Benjamin Dutreux      | Omia – Water Family                   |
| Boris Herrmann        | Sea Explorer – Yacht Club De Monaco § |
| Charlie Dalin         | Apivia §                              |
| Clarisse Crémer       | Banque Populaire X                    |
| Clément Giraud        | Compagnie Du Lit / Jiliti             |
| Damien Seguin         | Groupe Apicil                         |
| Didac Costa           | One Planet One Ocean                  |
| Fabrice Amedeo        | Newrest – Art & Fenêtres §            |
| Giancarlo Pedote      | Prysmian Group §                      |
| / Isabelle Joschke    | MACSF §                               |
| Jean Le Cam           | Yes We Cam!                           |
| Jérémie Beyou         | Charal §                              |
| Kevin Escoffier       | PRB §                                 |
| Kojiro Shiraishi      | DMG Mori §                            |
| Louis Burton          | Bureau Vallée 2 §                     |
| Manuel Cousin         | Groupe Sétin                          |
| Maxime Sorel          | V and B – Mayenne                     |
| Miranda Merron        | Campagne De France                    |
| Nicolas Troussel      | Corum L’Épargne §                     |
| Pip Hare              | Medallia                              |
| Romain Attanasio      | Pure – Best Western                   |
| Samantha Davies       | Initiatives-cœur §                    |
| Stéphane Le Diraison  | Time for Oceans §                     |
| / Sébastien Destremau | Merci                                 |
| Sébastien Simon       | Arkea – Paprec §                      |
| Thomas Ruyant         | Linkedout §                           |
| Yannick Bestaven      | Maître Coq IV §                       |

§ – Equipados con hydrofoils